# Октябрський (Калачевський район)
Октябрський (рос. Октябрьский) — селище у Калачевському районі Волгоградської області Російської Федерації.
Населення становить 3489  осіб. Входить до складу муніципального утворення Совєтське сільське поселення.

## Історія
Селище розташоване у межах українського історичного та культурного регіону Жовтий Клин.
Згідно із законом від 20 січня 2005 року № 994-ОД органом місцевого самоврядування є Совєтське сільське поселення.

## Населення
| 2002 | 2010  |
| ---- | ----- |
| 4487 | ↘3489 |